# نادین بلک‌لاک
نادین بلک‌لاک (انگلیسی: Nadine Blacklock); (زاده ۱۹۵۳ - درگذشته ۱۹۹۸) یک عکاس طبیعت بود که بیشتر به خاطر عکاسی دقیق از طبیعت از منطقه دریاچه سوپریور شهرت داشت. او با کریگ بلک‌لاک، عکاسی که به عکس‌های کار خودش مشهور شده بود ازدواج کرد. نادین در یک تصادف رانندگی در بزرگراه ۶۱ در نزدیکی تو هاربر، مینه‌سوتا جان باخت.
پناهگاه طبیعت بلک‌لاک در سال ۱۹۹۴ توسط نادین بلکلاک به همراه همسرش کریگ بلک‌لاک و همچنین لس و فران بلک‌لاک تأسیس شد. این بست به حفظ زمین‌های توسعه نیافته در مینه‌سوتا و ارائه فضای کار برای هنرمندان و طبیعت‌گرایان اختصاص یافته است. یک مکان سکونت، در دریاچه موس، مینه‌سوتا در بیش از ۵۵۰ هکتار (۲/۲ کیلومتر مربع) زمین با اقامتگاه بست واقع شده است. این اقامتگاه یک خانه دو تخته‌خوابه کاملاً مبله با ایستگاه کاری و تاریکخانه عکاسی مجهز است، به علاوه دو فضای استودیو اضافی وجود دارد. مکان سکونت دوم  با یک کابین یک اتاقه در کنار پارک ایالتی فانوس دریایی اسپلیت راک در دریاچه سوپریور است.
پناهگاه طبیعت بلک‌لاک از طریق کمک مالی از بنیاد جروم هیل برای حمایت از هنرمندان مینه‌سوتا، یک برنامه کمک هزینه سالانه هنرمندان دارد.